# Lithophane grotei
Lithophane grotei är en fjärilsart som beskrevs av Riley 1882. Lithophane grotei ingår i släktet Lithophane och familjen nattflyn. Inga underarter finns listade i Catalogue of Life.